# جائزة إيطاليا الكبرى للدراجات النارية 1992
جائزة إيطاليا الكبرى للدراجات النارية 1992 هو سباق دراجات نارية أقيم بتاريخ 24 مايو 1992 في حلبة موجيلو. كان الجولة الخامسة من أصل 13 في سباق الجائزة الكبرى للدراجات النارية موسم 1992. فاز الأمريكي كيفن شوانتز بفئة 500 سي سي بينما جاء الأسترالي ميك دوهان في المركز الثاني وحصل على المركز الثالث الأمريكي جون كوسينسكي.

## وصلات خارجية
- الموقع الرسمي